# Zyuzicosa
Genre
Zyuzicosa est un genre d'araignées aranéomorphes de la famille des Lycosidae.

## Distribution
Les espèces de ce genre se rencontrent en Asie centrale.

## Liste des espèces
Selon World Spider Catalog (version 25.0, 21/02/2024) :
- Zyuzicosa afghana (Roewer, 1960)
- Zyuzicosa andreii Fomichev, 2023
- Zyuzicosa baisunica Logunov, 2010
- Zyuzicosa fulviventris (Kroneberg, 1875)
- Zyuzicosa gigantea Logunov, 2010
- Zyuzicosa kopetdaghensis Logunov, 2012
- Zyuzicosa kvak Logunov, 2023
- Zyuzicosa laetabunda (Spassky, 1941)
- Zyuzicosa nenjukovi (Spassky, 1952)
- Zyuzicosa nessovi Logunov, 2012
- Zyuzicosa turlanica Logunov, 2010
- Zyuzicosa uzbekistanica Logunov, 2010

## Systématique et taxinomie
Ce genre a été décrit par Logunov en 2010 dans les Lycosidae.

## Étymologie
Ce genre est nommé en l'honneur d'Alexei A. Zyuzin dit Zyuzi, un spécialiste des Lycosidae qui a collecté les espèces décrites par Logunov en 2010, associé à la terminaison traditionnelle des genres proche de Lycosa.

## Publication originale
- Logunov, 2010 : « On new central Asian genus and species of wolf spiders (Araneae: Lycosidae) exhibiting a pronounced sexual size dimorphism. » Proceedings of the Zoological Institute Russian Academy of Sciences, vol. 314, p. 233-263 (texte intégral).